# 上海交通大学安泰经济与管理学院
上海交通大学安泰经济与管理学院，为上海交通大学所属学院之一，建立于1918年，与美国安泰国际集团Aetna合建。英國金融時報（Financial Times）商學院排行榜中，亞太第1。 现任院长为运营与管理学家陈方若教授。
安泰经济与管理学院是中國大陸首家通過 AMBA、EQUIS、AACSB 三大世界級權威認證的商學院，安泰國際MBA連續四年進入英國金融時報全球百強 Global MBA，2017年更僅排在美國UCLA和英國牛津大學之後，躍居全球34。英國金融時報全球EMBA排行榜中，交大安泰EMBA位列全球第7，連續兩年全球10強，亞洲第1。管理學碩士（MIM），交大安泰躍居第33，連續八年位列全球50強。全球高管教育（EE）榜單中，交大安泰位列全球第9，亞洲第1。

## 历史沿革
学院前身为1918年成立的上海交通大学铁路管理科。1928年，上海交大成立交通管理学院。1931年，正式定名为管理学院。
1951年，由于全国范围的院系调整，交大的管理学院被停办，经管科研力量受到极大冲击。
1979-1984年，管理学院逐渐恢复。1987年，管理学院迁址到交大法华校区。
1996年，美国安泰国际集团出资，与上海交通大学共建管理学院，因此自2000年开始，学院正式冠名为“安泰”。
2006年，学院整合经济学与管理学各专业，将经济学专业纳入管理学院，学院正式更名为安泰经济与管理学院。
2008年4月，获得国际MBA协会AMBA国际认证。2008年6月，通过欧洲质量发展基金会——EQUIS认证。2011年，通过AACSB（国际商管学院促进协会）认证。 
2014年，与华东师范大学商学院签属ACCA（特许公认会计师公会）共建协议，由两校合作开发建设ACCA项目。